# POD формат
POD формат (англ. Plain Old Documentation) — спрощена мова розмітки тексту, що використовується для документування Perl програм.

## Особливості
POD формат розроблявся як проста й водночас практична мова документування. Вона цілеспрямовано не включає механізми для опису шрифтів, зображень, кольорів або таблиць. Основні цілі формату:
- простий для парсингу;
- простий для перетворювання в інші формати: man[1], HTML[2], txt[3], XML, TeX або Markdown тощо;
- легкість наведення зразків коду або їх частин;
- легкість читання в початковому вигляді, без попереднього форматування;
- легкість написання.

PseudoPOD — розширена версія POD формату, що підтримує таблиці та виноски, що називається PseudoPOD, та була розроблена й використана видавництвом O'Reilly & Associates для створення декількох Perl-книг, однією з яких є Programming Perl.
Pod дозволяє легко писати man-довідки для користувачів, на відміну від інших систем документування, таки як Docstring або Javadoc, які більш призначені для розробників й описують початковий код.

## Використання
POD застосовується для формування більшості документів в Perl-спільноті. Це опис як самого Perl, так й опис майже всіх модулів до нього, статті на Perl.com [Архівовано 30 червня 2005 у Wayback Machine.], а також опис віртуальної машини Parrot.
Хоча документація в POD форматі може бути доволі просто прочитана в своєму первинному вигляді, зазвичай її конвертують в більш читабельні формати засобами perldoc.
Файли в форматі POD мають розширення .pod Також фрагменти документації в POD форматі, можуть бути безпосередньо в Perl коді, файли якого зазвичай мають розширення .pl або .pm. Perl-інтерпретатор розпізнає POD-документацію в коді та ігнорує її.

## Приклад
Нижче приклад коректного за синтаксисом документу в POD форматі з дотриманням прийнятої структури організації в Perl суспільстві документів.
```
=head1 NAME

My::Module - назва модуля

=head1 SYNOPSIS

    my $object = My::Module->new();

    print $object->as_string;

=head1 DESCRIPTION

    use My::Module;

Це неіснуючий модуль, він зроблений з метою продемонструвати POD формат.

=head2 Methods

=over 12

=item C<new>

=item C<as_string>

  Повертає представлення об'єкта як строковому вигляді. В основному для налагодження.

=back

=head1 LICENSE

  Модуль розповсюджується на умовах GPL ліцензії.  Див. <perlartistic>.

=head1 AUTHOR

  Juerd - L<http://juerd.nl/>

=head1 SEE ALSO

  L<perlpod>, L<perlpodspec>

=cut

```